# نیهون بویو

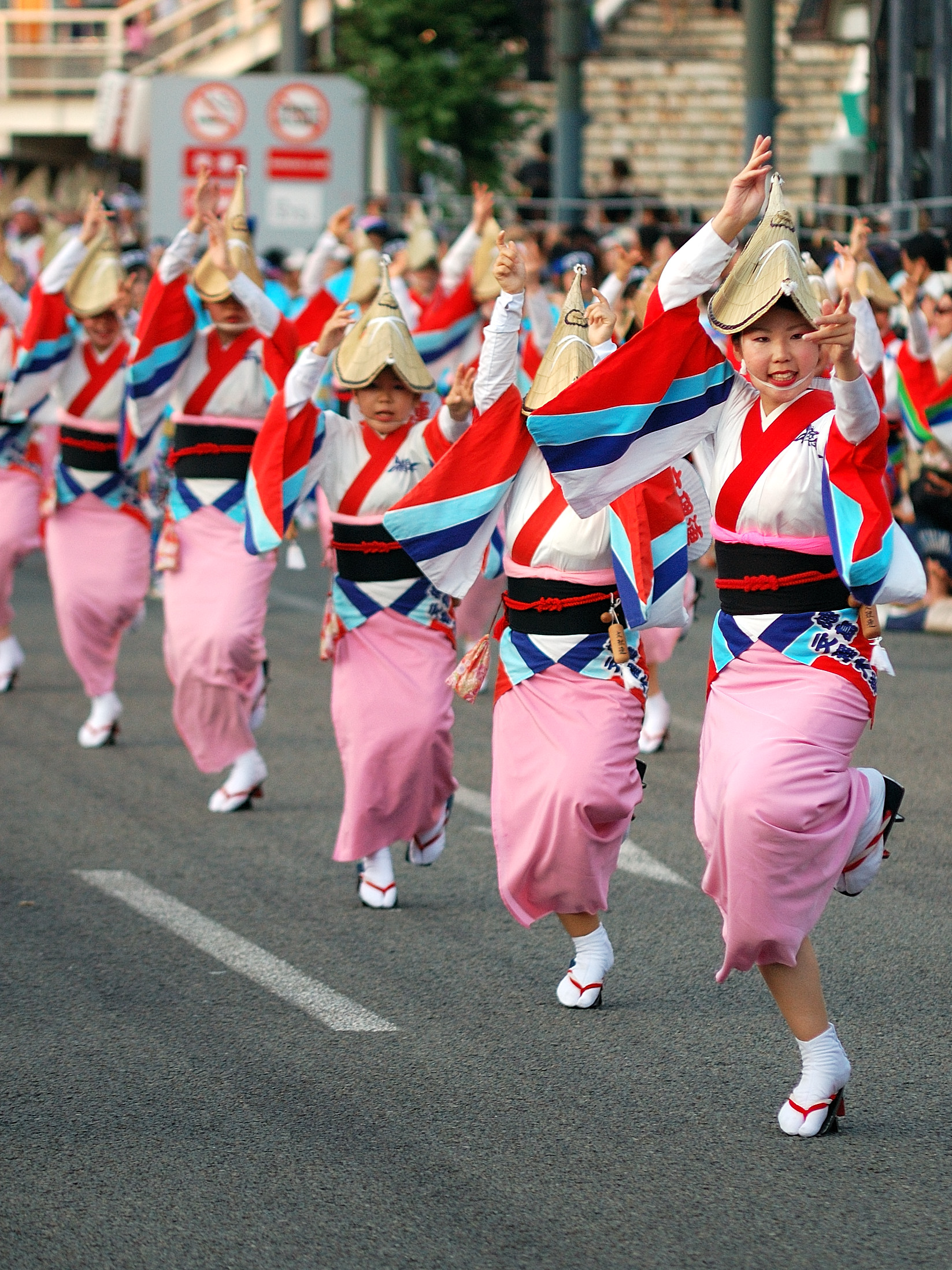
آوا-اودوری یکی از رقص‌های سنتی ژاپن

نیهون بویو (به ژاپنی: 日本舞踊 Nihon Buyō) یک واژهٔ عمومی است که به تمامی رقص‌های سنتی ژاپن گفته می‌شود.